# Bellegarde (zámek, Loiret)

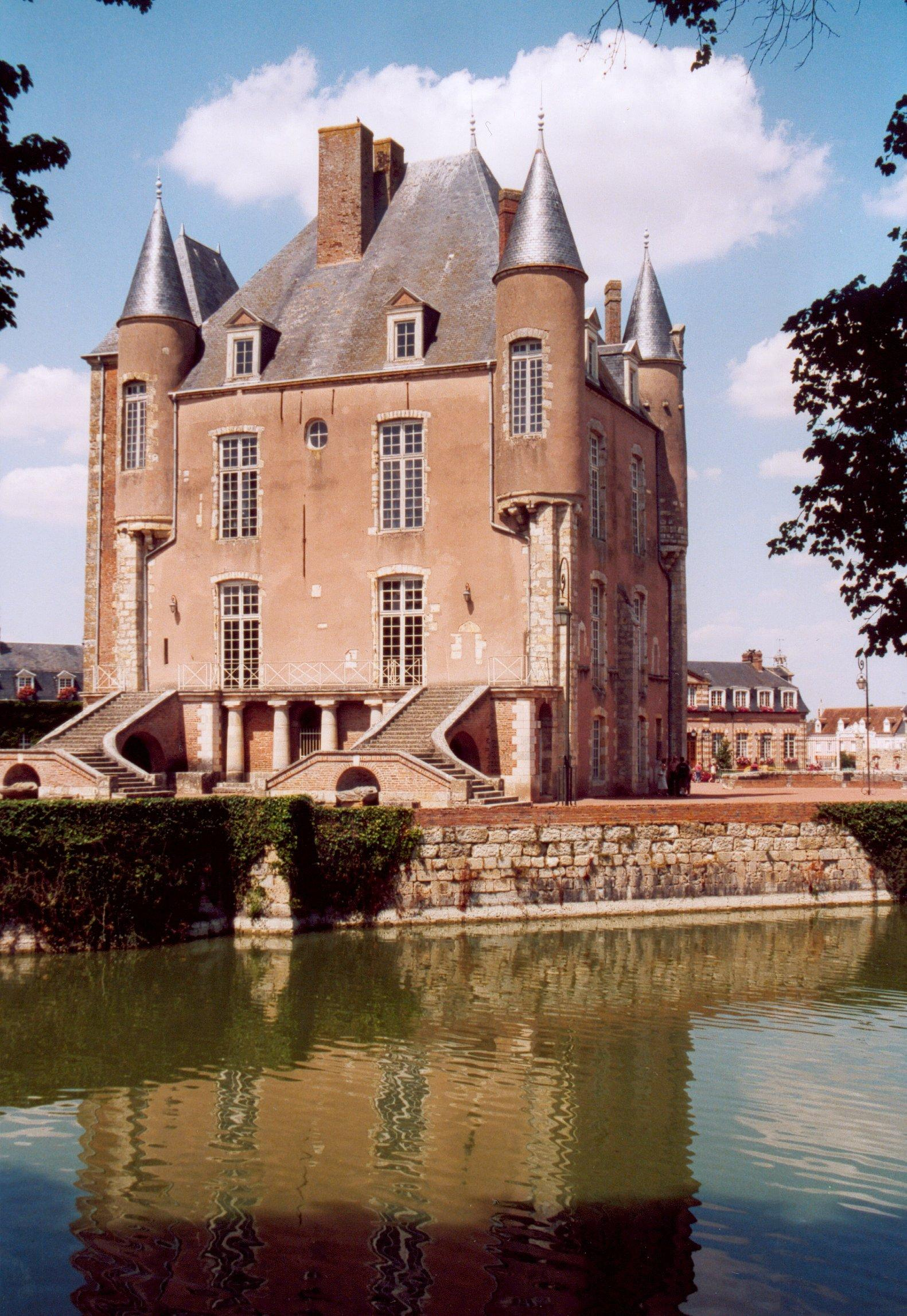
Zámek Bellegarde

Zámek Bellegarde leží v obci Bellegarde v departementu Loiret, region Centre-Val de Loire a náleží k zámkům na Loiře.
V 14. století, v letech 1355 až 1388, dal Nicolas Braque přebudovat pevnost s donjonem z 12. století na zámek.